# Kōshi Rikudō
Kōshi Rikudō (六道神士?, Rikudō Kōshi; Dazaifu, 16 novembre 1970) è un fumettista (mangaka) giapponese.
Il suo lavoro più noto è la serie manga Excel Saga (trasposta poi in un anime trasmesso anche in Italia da MTV, in cui lui stesso compare per dare la sua approvazione agli episodi), ed altri lavori come Arahabaki e Holy Brownie.
Rikudō ha conseguito la laurea alla Kyushu Sangyo University ed attualmente vive a Dazaifu, Fukuoka. Condivide e mostra alcuni dei segni solitamente associati agli otaku, infatti colleziona oggetti kitsch e ama giocare ai videogiochi.
Nel 2010 pubblica anche il manga Deathless.

## Opere
- Excel Saga (へっぽこ実験漫画エクセル・サーガ?, Heppoko jikken manga Ekuseru Sāga) (1996-2011), 27 volumi.
- Municipal Forces Daitenzin (市立戦隊ダイテンジン?, Shiritsu Sentai Daitenzin) (1998), volume unico, spin-off di Excel Saga.
- Arahabaki (アラハバキ?) (2000-2001), 2 volumi.
- Holy Brownie (ホーリーブラウニー?) (2001-2010), 6 volumi.
- Mebius Gear (メビウスギア?) (2007-2009), 4 volumi, con Toshiki Inoue.
- Sarakiel (サラカエル?) (2010-2013), 3 volumi.
- Echo/Zeon (エコー/ゼオン?) (2010-2011), 3 volumi.
- Deathless (デスレス?) (2010-2016), 12 volumi.
- Accomplice (アカンプリス?) (2011), volume unico.
- Pandora in the Crimson Shell: Ghost Urn (紅殻のパンドラ - Ghost Urn?) (2012-in corso), 22 volumi, con Masamune Shirow.
- Ageha (AGEHA -アゲハ-?) (2012-2013), 2 volumi.
- Kantan Kiss (カンタンキス?) (2013-2014), 2 volumi.
- Super Cartesian Theater (スーパー・カルテジアン・シアター?) (2016-2018), 5 volumi.